# André Citroën

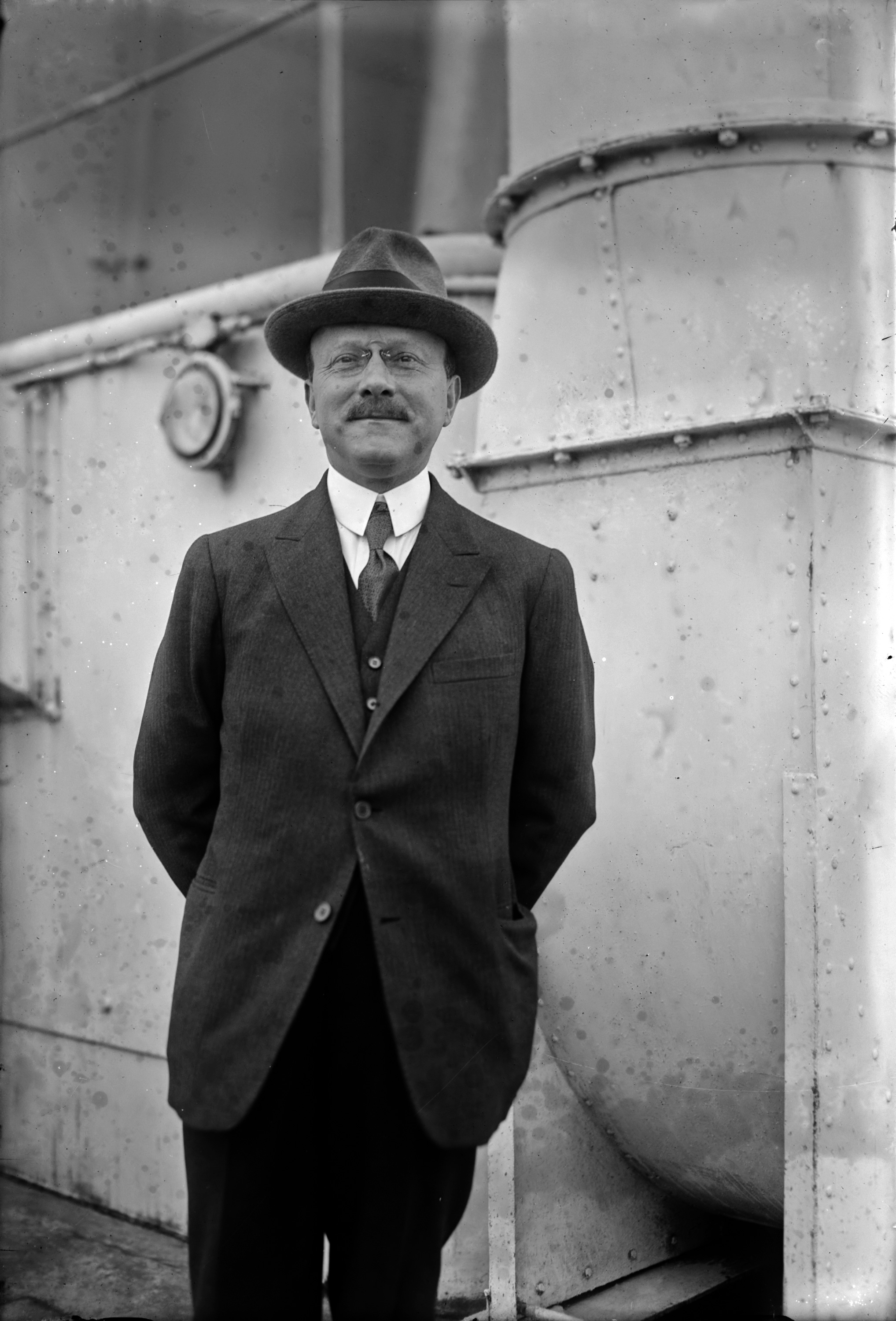
André Citroën

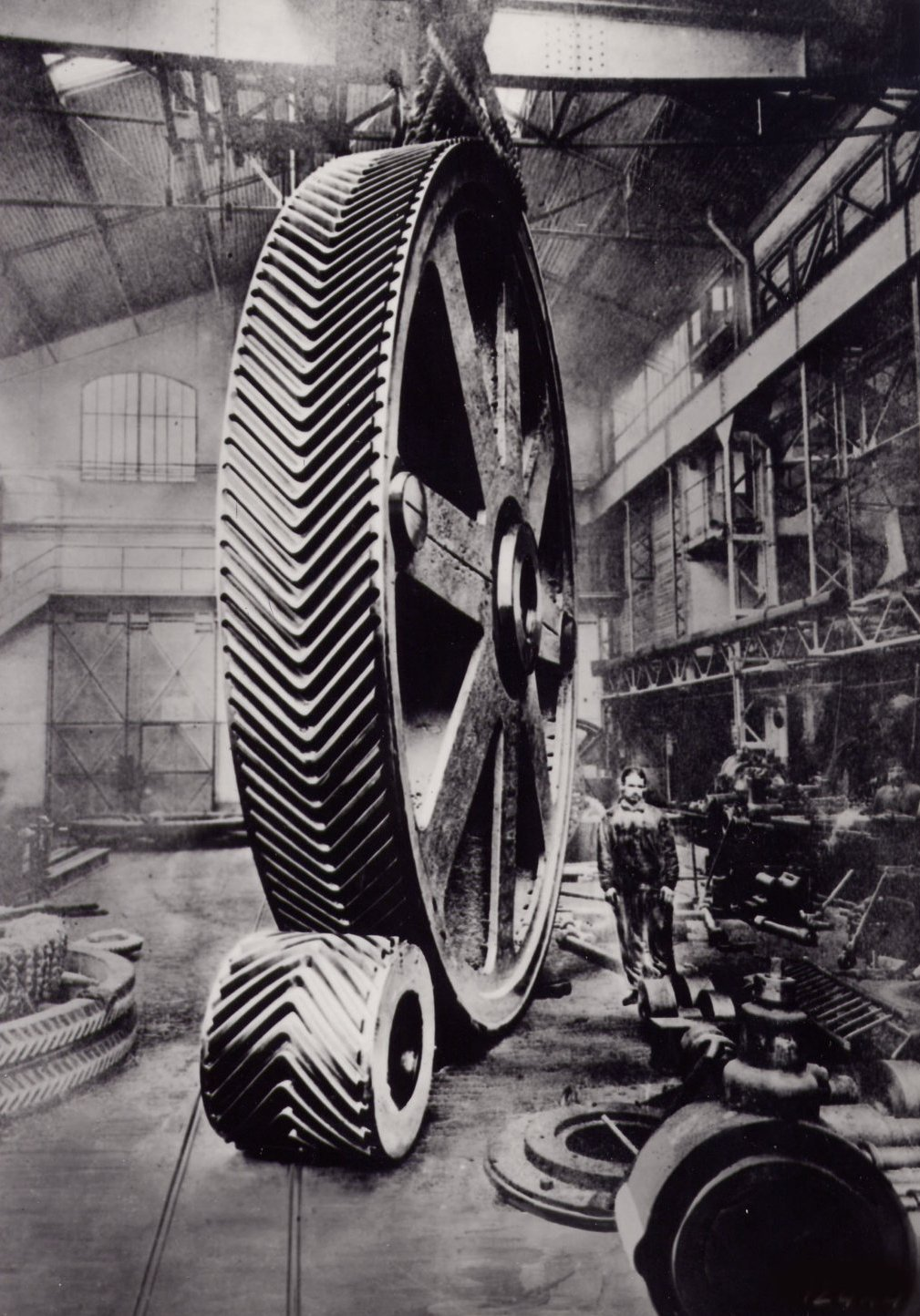
Das „Doppel-V“-Getriebe, das zum Logo der Firma Citroën wurde

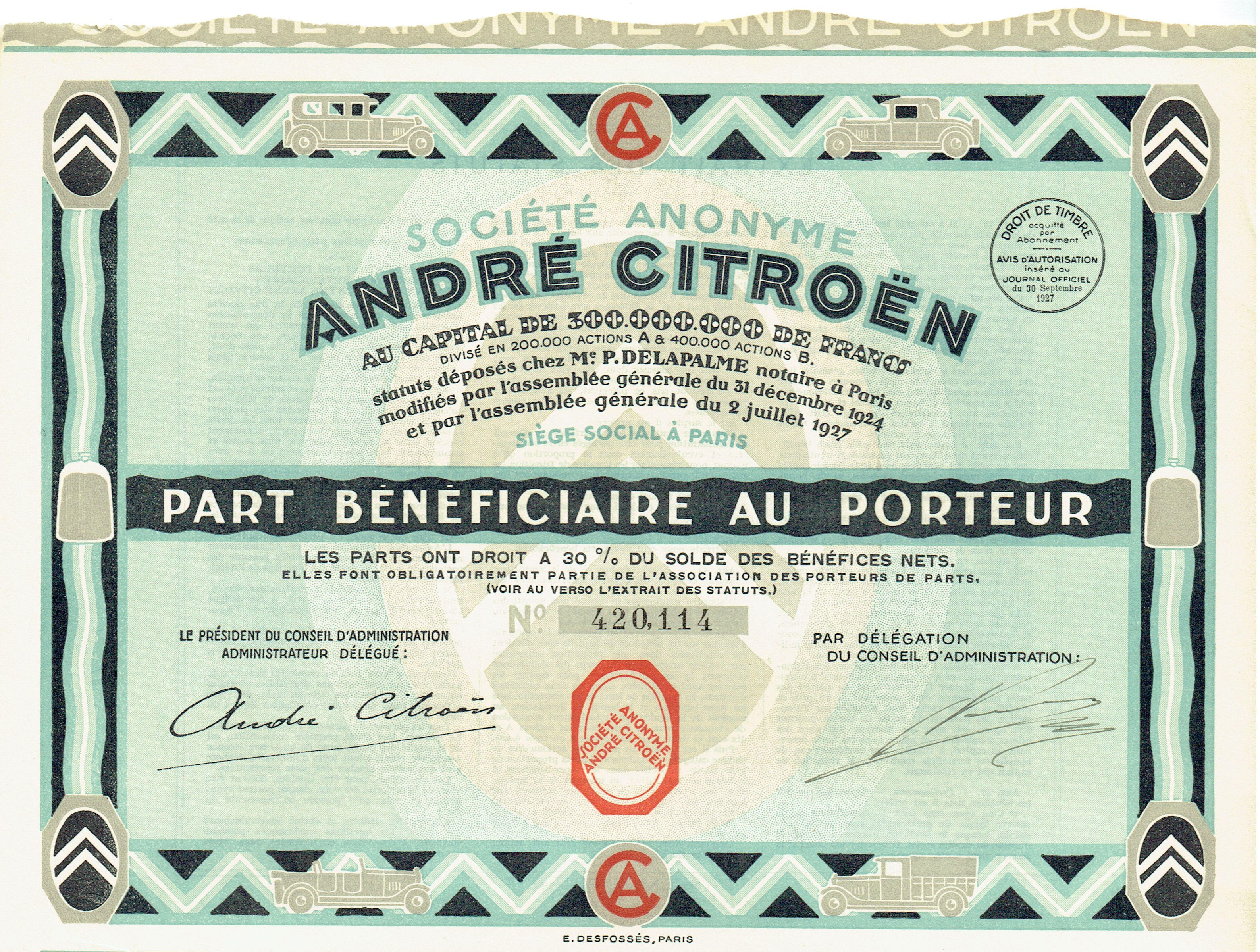
Genußschein der S. A. André Citroën vom 30. September 1927 mit Unterschrift von André Citroën

André Gustave Citroën [sitʀoˈɛn] ⓘ (* 5. Februar 1878 in Paris; † 3. Juli 1935 ebenda) war ein französischer Automobilkonstrukteur und Gründer des Automobilherstellers Citroën.

## Leben
André Gustave Citroën war das fünfte Kind des in Amsterdam gebürtigen, belgisch-jüdischen Juweliers Levie Citroën und der aus Warschau stammenden Masza Amalia Kleinmann. Citroëns Vorfahren hatten sich im damaligen Holland als Obsthändler etabliert, wodurch sie den Familiennamen Lemoenman annahmen, woraus später das frankophone Citroën wurde. Obwohl der Vater sich in Paris eine solide Existenz als Juwelenhändler hatte aufbauen können, nahm er sich nach schweren Stimmungsumschwüngen und geschäftlichem Pech das Leben, als André sechs Jahre alt war.
André absolvierte die Grundschule mit besten Noten und besuchte danach die École polytechnique, eine der Grandes écoles, der Eliteschulen Frankreichs. Er schätzte in seiner Schulzeit vor allem die Werke von Jules Verne. Nach Abschluss seiner Ausbildung trat er als technischer Offizier in die Armee ein. André Citroën erwarb 1900 auf einer Reise durch Polen ein Patent eines Herstellungsverfahrens für eine Verzahnungsmaschine, um Pfeilverzahnungen für Zahnräder nach einer 1820 durch Joseph Woollams erfundenen Anordnung (englisches Patent Nr. 4477 vom 20. Juni 1820) herzustellen. Es handelte sich um die Doppelwinkel-Form eines Getriebe-Radzahns, die zum Vorbild für das Firmenlogo der Automarke Citroën wurde.
1905 gründete er gemeinsam mit drei Partnern eine Firma zur Herstellung von Getrieben. Ab 1908 arbeitete er für den Automobilhersteller Mors, wo er die Produktion innerhalb von fünf Jahren von 10 auf 100 Autos pro Monat steigern konnte. 1912 besuchte er Henry Ford und studierte die Produktionsmethoden in dessen Automobilfabrik. Im darauf folgenden Jahr kehrte er von der Firma Mors zu seinem eigenen Unternehmen zurück.

### Privatleben

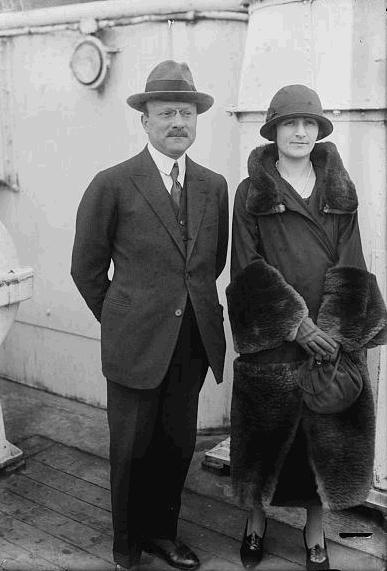
André Citroën mit seiner Frau Georgina

Am 27. Mai 1914, wenige Monate vor Ausbruch des Ersten Weltkrieges, heiratete er Giorgina Bingen, die Tochter eines genuesischen Bankiers. Sein Bruder Bernard fiel im Krieg. 

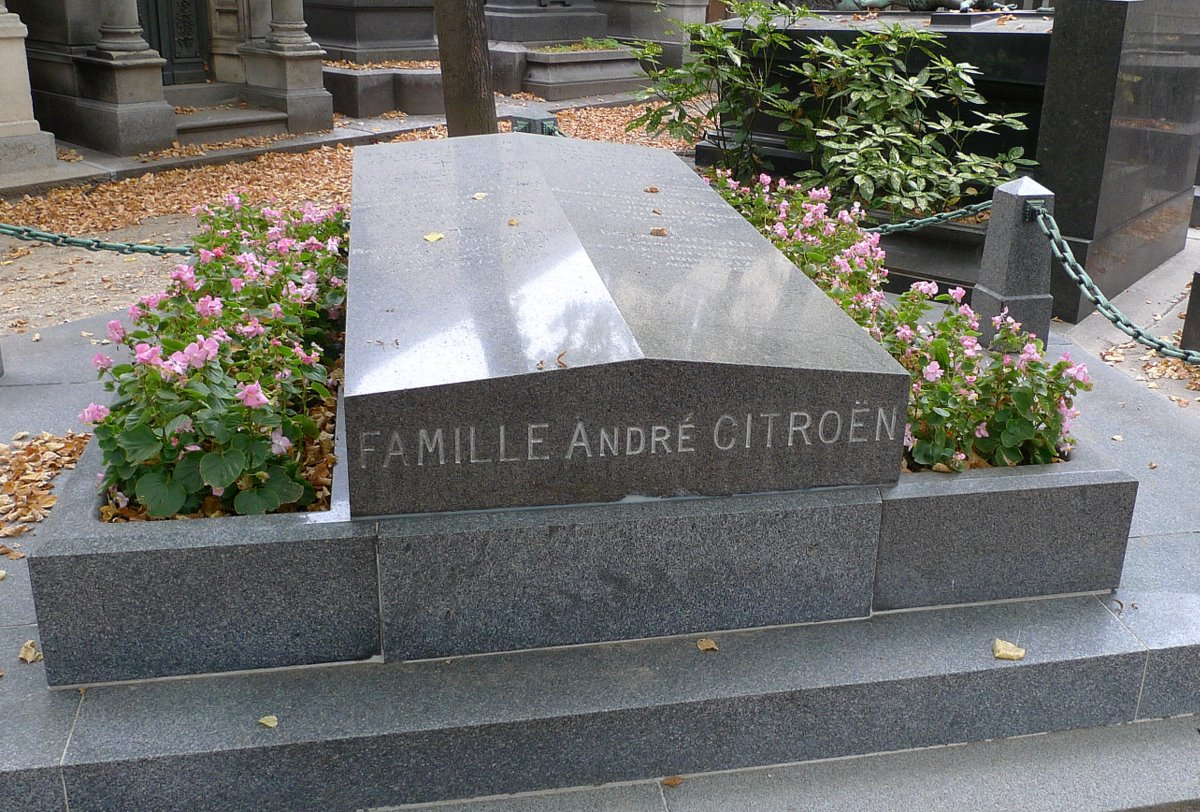
Grab Citroëns in Paris-Montparnasse (2009)

## Erster Weltkrieg und Beginn der Automobilproduktion
Noch 1914 wurde André Citroën zum Wehrdienst eingezogen und kam an die Front. Er erlebte die fatale Munitionsknappheit nach der Schlacht an der Marne (1914), woraufhin Citroën dem Artillerie-Direktor ein Angebot unterbreitete, die Produktion der Geschützmunition zu erhöhen. Innerhalb kurzer Zeit verzehnfachte er die Produktion.
Gegen Ende des Krieges musste er seine Munitionsfabrik in Javel mit einem neuen Produkt auslasten und so begann er mit der Herstellung von Fahrzeugen. 1919 wurde der Citroën Typ A (auch Citroën 10HP), sein erstes in Serie produziertes Automobil, hergestellt.
Es hatte einen 4-Zylinder-Motor mit 1327 cm³ Hubraum und 18 PS Leistung und – als großen Vorteil gegenüber allen Mitbewerbern – einen Elektro-Starter.
Erster Kunde war ein Herr namens Testemolle, der 1919 einen Typ A für 7950 Francs erwarb.
Ab 1920 produzierte Citroën Halbkettenfahrzeuge der Bauart Citroën-Kegresse, dessen Raupenantrieb hatte der Ingenieur Adolphe Kégresse erfunden.

## Expeditionen
André Citroën war nach einer Versuchsfahrt von den Vorzügen des Halbkettenantriebs überzeugt und sah darin auch großes Werbepotential für die eigene Marke.
1922 durchquerte erstmals eine Citroën-Expedition die Sahara von Touggourt nach Timbuktu in fünf Halbkettenfahrzeugen, 1924–1925 folgte eine Croisière Noire benannte Expedition durch ganz Afrika, von Colomb-Béchar bis Antananarivo.
1931–32 wurde die Croisière Jaune durchgeführt, eine Sternfahrt auf das Himalaya-Gebirge, mit den Ausgangspunkten Beirut und Peking,
1934 schließlich die Croisière Blanche durch Alaska, bei Temperaturen zwischen −20 und −70 °C.

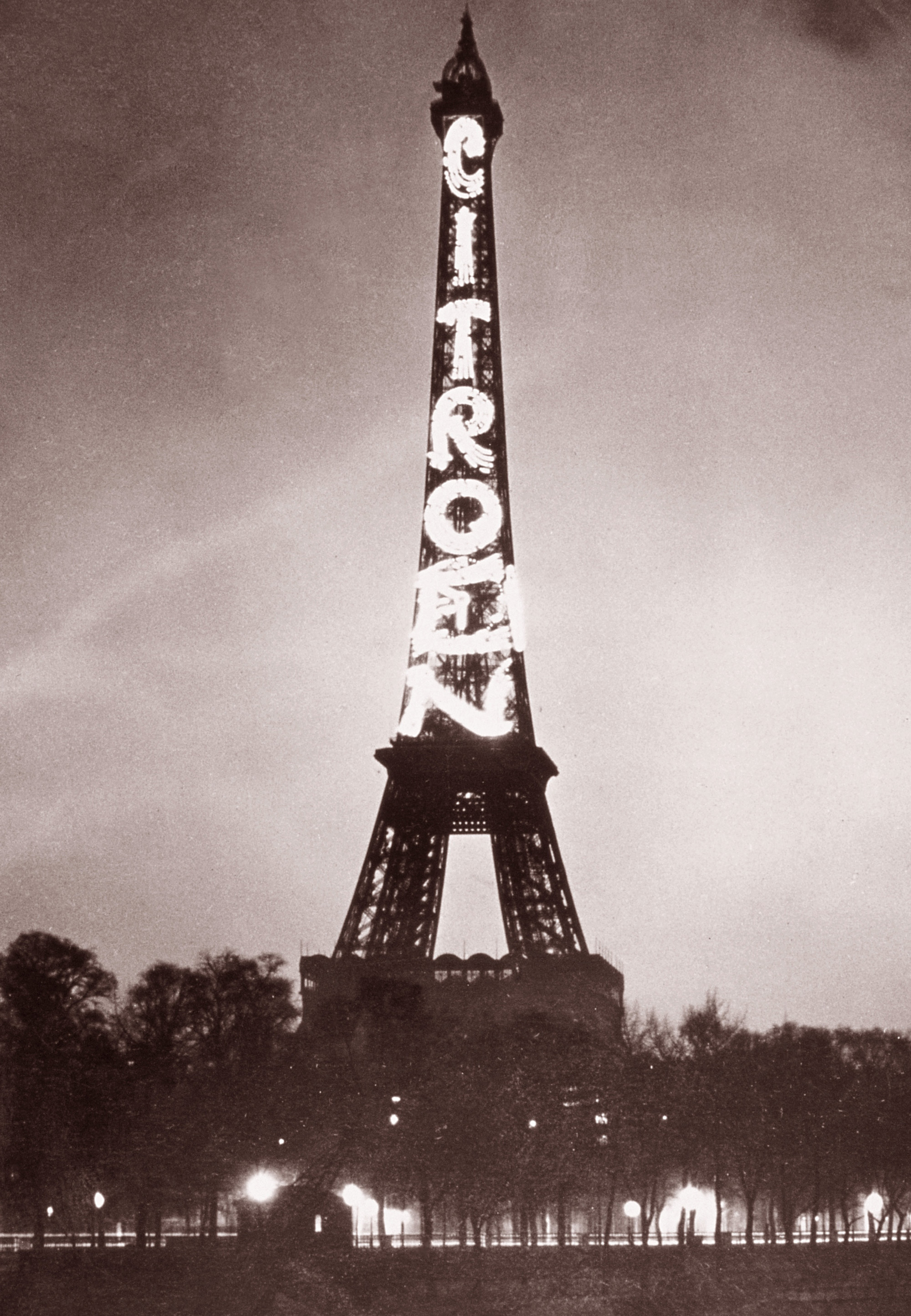
Der Eiffelturm 1925 mit der von André Citroën erdachten Leuchtreklame

## Der Geschäftsmann
Zwischen 1925 und 1936 nutzte Citroën den Eiffelturm als Reklameträger, indem er seinen Namenszug in beleuchteten Buchstaben anbringen ließ. Dies nutzte Charles Lindbergh im Jahr 1927 nach der Atlantiküberquerung bei der Ankunft in Paris zur Orientierung. Citroën nutzte Lindberghs Erfolg, indem er ihn in sein Werk einlud und die Atlantiküberquerung mit seinen Mitarbeitern feierte. Auch mit Josephine Baker zeigte er sich werbewirksam in der Öffentlichkeit, sie sang unter anderem ein Lied zu seinen Ehren.
André Citroën galt als Lebemann und Spieler, der gerne um große Summen im Casino von Deauville spielte. Dies zeigte sich auch in seiner Geschäftspraktik, er setzte oft auf Risiko und die Modelle hatten kaum Zeit, sich zu amortisieren, ehe ein neues Modell auf den Markt kam. Dies führte, auch wegen der aufwendigen Werbung und den teuren Expeditionen, zu einer finanziellen Überlastung seines Unternehmens.
1934 brachte Citroën das erste Serienautomobil mit Vorderradantrieb auf den Markt, den Traction Avant. Sein Kommentar zur serienmäßigen Einführung: „Ein Pferd schiebt ja auch keinen Wagen, sondern zieht ihn“. Die hohen Entwicklungskosten dieses wegweisenden und sehr erfolgreichen Fahrzeugs führten jedoch zum Ruin der Firma. Citroën war finanziell am Ende und verkaufte seine Firma 1935 an den Reifenhersteller Michelin, seinen größten Gläubiger. Hierzu unterzeichnete der Verwaltungsrat bereits 1934 ein Vereinbarungsprotokoll Michelin-Citroën.
Citroën starb am 3. Juli 1935 an einer Magenkrebserkrankung. Seine letzte Ruhestätte fand er auf dem Pariser Cimetière Montparnasse.

## Sonstiges
Citroën war Mitglied der Freimaurerloge La Philosophie Positive in Paris. Der britische Philosoph A. J. Ayer ist der Sohn seiner Nichte Reine Citroën.